# Рила (национальный парк)
Национальный парк «Рила» (болг. Национален парк „Рила“) — крупнейший по площади национальный парк Болгарии, занимающий площадь в 810,46 км² и располагающийся на горе Рила. Основан 24 февраля 1992 года для защиты экосистем национальной важности. Высота варьируется с 800 м у Благоевграда до 2925 м на пике Мусала (высочайшем на Балканском полуострове). Включает в себя 120 ледниковых озёр, в том числе семь Рильских озёр. Истоки многих рек находятся в национальном парке, в том числе одна из крупнейших рек Балкан — Марица, и крупнейшая болгарская река Искыр. Парк располагается на территории Софийской, Кюстендилской, Благоевградской и Пазарджикской областей. Включает в себя четыре заповедника: Паранаглица, Центральнорилский, Ибарский и Скакавицкий.
Национальный парк «Рила» является одной из крупнейших и ценнейших охраняемых природных зон Европы. Относится ко второй категории парков по классификации МСОП. Два заповедника из четырёх включены в список ООН особо охраняемых природных территорий, все четыре включены во Всемирную сеть биосферных резерватов в рамках программы ЮНЕСКО «Человек и биосфера».
Парк входит в состав Родопских смешанных лесов, относящихся к палеарктическим лесам умеренной зоны. Леса занимают 534,81 км² (60 % всей площади). Насчитываются примерно 1400 видов сосудистых растений, 282 вида мхов и 130 видов пресноводных водорослей. Фауна представлена 48 видами млекопитающих, 99 видами птиц, 20 видами пресмыкающихся и амфибий, 5 видами рыб и 2934 видами беспозвоночных животных (из них 282 эндемики).